# Näs, Värmskog
Näs är en by belägen mitt i Värmskogs socken i Grums kommun Området består egentligen av fyra mindre "byar", Norra och Södra Näs, Björnebol och Resbol.
Omgivningen präglas av mycket fin natur med täta barrskogar, berg och sjöar (Södra och Norra Nästjärn, Ölkyttstjärnen och Tapptjärn som lockar till strövtåg och sköna naturupplevelser 
Sevärheter i området är Nordens största flyttblock (i byn Södra Fjäll), Högsta kustlinjenvandring med klapperstensfält och stentorg (Södra Näs) samt gamla gruvhål (silver) på berget Tornhöjden (Norra Näs).